# Илия Георгиев (свещеник)
Вижте пояснителната страница за други личности с името Илия Георгиев.
Илия Георгиев е български свещеник и участник в борбата за утвърждаване на Българската екзархия в Македония и Тракия.

## Биография
Илия Георгиев е роден през 1854 или 1864 година в село Негован, Лъгадинско. Завършва начално образование в родното си място. По-късно се самообразова и изучава говоримо и писмено турски и гръцки език. През 1884 година е ръкоположен за екзархийски свещеник в родното си село, където в продължение на дванадесет години води борба с местните гъркомани.
През 1896 година Георгиев е изпратен от екзарх Йосиф I за архиерейски наместник в град Фере, Беломорска Тракия. По-късно заема същата длъжност в Димотика, Емборе и Просечен, като навсякъде се изявява, като енергичен борец за българщината. Преди Балканската война се завръща в Негован, където оглавява църковно-училищното настоятелство. По негова инициатива се изгражда нова училищна сграда.
След Междусъюзническата война от 1913 година, Георгиев се установява в Горна Джумая, където отново е свещеник и писар на църковното настоятелство.
Почива в Горна Джумая през 1930 година.